# Hypolycaena anara
Hypolycaena anara är en fjärilsart som beskrevs av Larsen. Hypolycaena anara ingår i släktet Hypolycaena och familjen juvelvingar. Inga underarter finns listade i Catalogue of Life.